# Phindile Nkambule
Phindile Nkambule, anche nota come Inkhosikati LaNkambule (15 febbraio 1988), è la tredicesima inkhosikati (regina consorte) di eSwatini dal 2007 come moglie di Mswati III.

## Biografia
Phindile Nkambule è nata nel 1988. Venne scelta da Mswati III come sua nuova moglie alla cerimonia dell'umhlanga del 2005, quando ancora frequentava la scuola superiore a Mbabane; il matrimonio ebbe luogo il 14 aprile 2007.
Accompagnò il marito in visita di Stato nelle Filippine e in Sudafrica, per il secondo insediamento di Jacob Zuma nel 2014.

## Discendenza
Phindile Nkambule e Mswati III di eSwatini ebbero cinque figlie e un figlio:
- Principessa Sihlalosemusa Buhlebetive (17 maggio 2007);
- Principessa Nikudumo (18 ottobre 2009);
- Principessa Mphilwenhle (2012);
- Principe Mehluli (2014);
- Principessa Mphandseze (2018);
- Principessa Lomchele (2019).